# Ndiadiane Ndiaye
Pour les articles homonymes, voir Ndiaye.
Ndiadiane Ndiaye également orthographié N'Diadian N'Diaye (orthographe française au Sénégal); Njaajaan Njaay ou Njajaan Njaay (orthographe Wolof en Sénégambie) ou Njajan Njie (orthographe anglaise en Gambie), aussi appelé Ahmad Abou Bakr Ibn Omar ou Ahmadou Ibn Aboubakar, est selon la tradition orale wolof, le fondateur de l'empire Wolof du Jolof . Il était le roi du Djolof (le Bourba-Djolof) et régna à partir de 1360.

## Origine ethnique de Ndiadiane Ndiaye
Il a été initialement estimé, selon la tradition orale wolof, que Ndiadiane Ndiaye était le fils dAbou Bakr ben Omar ou Abu Bakr ibn Omar (aussi connu sous le nom d'Abou Dardai un chef de guerre almoravide qui a été tué en novembre 1087) et Fatoumata Sall (épelé Fatoumata Sallah en Gambie, une princesse halpulaar).
La tradition orale du Royaume du Sine Sérère est d'accord avec la légende généralement acceptée de Ndiadiane Ndiaye en Sénégambie, mais en désaccord sur certains aspects avec le conte en wolof. La tradition orale des Sérères contredit le conte Wolof selon lequel Ndiadiane était le fils d'Abou Bakr. Selon la tradition orale sérère, Ndiadiane Ndiaye monta sur le trône du Djolof sous le règne de Maissa Waly Dione communément appelé Maisa Wali Dion (le premier Guelwar à régner chez les Sérères du Royaume du Sine). La tradition orale sérère a poursuivi en disant que, à la fois Maysa Wali et Ndiadiane Ndiaye (roi du Sine et du Djolof, respectivement) montèrent sur le trône après une guerre dynastique entre les maisons royales de maternelle Guelwar (la famille de Maysa Wali) et Ñaanco (en) (la dynastie régnante maternelle du Kaabu à l'époque). Les historiens ont situé cette bataille autour de 1335 (une bataille qui a eu lieu au Kaabu d'où à la fois le Guelwar et de la famille Ñaanco proviennent). La tradition orale sérère, dit que, Maysa Wali a agi comme conseiller juridique pour les nobles Sérères - le Grand Conseil des Lamanes (le Conseil noble qui a accordé l'asile à sa famille après leur défaite à Kaabu) pendant 15 ans avant qu'il soit élu et couronné roi du Sine par la noblesse Sérère et la population générale,. Il a ensuite poursuivi en disant que c'est après 10 ans sous le règne de Maysa Wali (10 mois d'hiver) que Ndiadiane Ndiaye monta sur le trône du Djolof. Les historiens ont placé le règne de Maysa Wali autour de 1350 et le règne de Ndiadiane vers c 1360,.
Selon les Sérères, à la fois le nom et le prénom de Ndiadiane Ndiaye sont d'origine sérère,. La tradition orale wolof accepte à peu près avec ce compte. Mame Coumba Ndiaye (ou Kumba Ndiaye) est une déesse sérère dans la religion sérère, une religion qui est antérieure à l'Islam ainsi que le mouvement almoravide.
Certains ont avancé l'argument selon lequel son père était Lamane Boukar Ndiaye (dérivés: Baboucarr, Bubacarr, etc.)- un Sérère du Waalo, et sa mère Fatoumata Sallah (Fatoumata Sall) - la fille de Lamtoro Abraham Sallah (Abraham Sall) de l'actuelle Fouta-Toro (un membre de l'ethnie halpulaars). Il est dit que, le nom de "Abou Bakr" est une corruption du nom sérère « Boukar » (un nom sérère qui précède habituellement le titre de noblesse: "thilas", comme dans Boukar Thilas, de nombreuses variantes: Buka-Cilaas, Bukacilaas, Bougar, Bakar Thilas, etc,..) comme dans Boukar Djillakh Faye (ou Bougar Birame Faye, père de Maad a Sinig Wagane Tening Diom Faye ou Wagane Massa Faye, le roi du Sine, qui était un contemporain de Maysa Wali selon à la tradition orale du Sine, donc un contemporain ou à proximité contemporain de Ndiadiane, selon l'épopée,). À l'heure actuelle, il n'y a pas de consensus parmi les historiens à ce sujet. Bien que, la notion d'Abou Bakr être le père de Ndiadiane a été rejeté,,,.
Selon le professeur Cheikh Anta Diop et Egbuna P. Modum:
« L'histoire nous apprend que le roi N'Diadian N'Diaye du Djoloff, le premier roi de la valaf [Wolof], avait une mère Toucoulor, et d'un père arabe. Mais il existe des preuves de contradiction ici. Le fils d'un Arabe ne peut guère supporter le totémique nom N'Diaye. Et il est de notoriété publique que, à la fois le nom et le prénom de ce roi viennent de l'exclamation "C'est N'Diadian N'Diaye" (un sens l'expression « calamité » [ou "extraordinaire", en langue sérère-sine]) faite par un marabout sérère … [voyante Sérère] ».
Professeur G. Wesley Johnson a proposé que, sur le compte de l'wolof ce qui concerne le père de Ndiadiane Ndiaye, est simplement la revendication une plus grande légitimité islamique. D'autres historiens sont d'accord avec Johnson, Diop et Modum. Les chercheurs ont observé que la plupart des sources wolof concernant l'histoire de Ndiadiane Ndiaye provenaient de sources sérères,. Dans l'épopée de Ndiadiane Ndiaye, les chercheurs ont noté que:
« Il y a des résonances et des conséquences derrière le multilinguisme même des performances originales [les performances des griots]. Non seulement les artistes utilisent des mots de Sereer [sérère], français, arabe, et Tukulor [toucouleur] incorporé dans le texte de base en wolof, mais ils ont également rendu dans les sections wolof de textes qu'ils indiquées ont été tirées de sources Sereer [sérère]. Chaque utilisation a des incidences sur les attitudes sociales, de la légitimité islamique, et son style personnel ».
Les traditions orales sérère et wolof s'accordent qu'après la mort du père de Ndiadiane Ndiaye, Fatoumata Salalah s'est remariée et de ce mariage, elle eut un fils appelé Barka Bo communément appelé Barka Mbodj ou Mbarga Mbodj qui était un demi-frère de Ndiadiane Ndiaye et ancêtre de la Mbodj dynastie paternelle du Waalo. Barkar Mbodj a été le premier Brak du Waalo de la Mbodg patrilignage. Selon les Wolofs, le père de Barka Mbodj était un esclave d'Abou Bakr. La tradition orale sérère contredit ce compte. Selon les Sérères, Mbarick Bo (également orthographié Mbarik Bo, le père de Barka Bo) était un prince Bambara, ancêtre de la dynastie Massassi des Bamana (Bambara) de Kaarta et non pas un esclave. Il a ensuite affirmer que, le nom de "Bo" a été wolofisée à "Mbodj" (ou Mbooj), tout comme le nom de famille Peuls "Bâ" (ou Bah) a été wolofisée à "Mbacké".
Il est généralement admis au sein de la tradition orale Sénégambie ainsi que dans le monde académique que les Wolofs sont un mélange de Sérère, Pulaar, Soninké et d'autres groupes ethniques,. Bien que Ndiadiane Ndiaye et ses descendants (la famille Ndiaye du Djolof) sont ethniquement Sérères à l'origine (noir Africains de l'Ouest), ses descendants sont devenus wolofisée et assimilés dans la culture wolof. Ils se voyaient comme le wolof que le sérère. Seuls les membres de cette famille qui se sont installés dans les royaumes sérères du Sine et du Saloum se sont identifiés comme Sérères et a adopté la culture Sérère et la tradition. Au XVIe siècle, un descendant de Ndiadiane Ndiaye (Latmingué Diélène (Latir Mengue Gnilane Njie) (du Djolof) a lancé plusieurs guerres contre les royaumes sérères. Bien que sa mère était aussi un Sérère du Saloum et un membre de la famille Ndour noble et la dynastie maternelle de Guelwar, les historiens proposent que, s'il voulait hériter des trônes Sérères du Sine et du Saloum, il y avait aussi un motif politique à ses guerres: "Djolof de la colonisation de Sine et du Saloum." Il n'a pas réussi à coloniser le Royaume du Sine, mais a été victorieux à la bataille de Djilor (un territoire assez important de la famille Sarr). Il a également réussi à usurper le trône de la Maad Saloum (Roi du Saloum Guiranokhap Ndong - ou "Giraanoxap Ndong"). Après sa victoire dans le Saloum, il a encouragé la migration de Wolof du Djolof au Saloum.
Le nom Ndiaye (orthographe française au Sénégal) ou Njie (orthographe anglaise de la Gambie) et ses nombreuses variantes, est porté par les Wolofs, les Halpulaars et les Sérères. Il est également l'un des plus répandues au Sénégal, en Mauritanie et la Gambie.

### Version plus courte de la légende (avec des ajouts wolof)
Initialement il portait le nom d'Ahmad Abou Bakar Ibn Omar, son nom Ndiadiane Ndiaye lui a été donné par Maissa Waly Dione un roi et devin sérère à sa naissance quand il prédit son destin extraordinaire. D'autres affirment qu'il reçut ce nom quand il arriva avec triomphe chez les Sérères qui crièrent dès lors : « Njaajan Njay », – Njaajan Njay, signifant « l'homme brave ».
Ndiadiane n'a pas grandi avec son père Abou Dardai qui fut  tué par la flèche empoisonnée de l'archer Sérère Ama Gôdô Maat lors d'une bataille almoravide. D'après la tradition, durant sa jeunesse Ahmed Aboubakar n'accepta pas le nouveau mariage que sa mère avait contracté, ayant épousé un homme d'origine captive, Mbarick, ancien compagnon de son père.
Pour cette raison il fuit le foyer familial, et partit se réfugier au Waalo au nord-ouest de l'actuel Sénégal, dans la région du fleuve. À cet endroit Ahmed séjourna plus de trois années dans une grotte aquatique située dans le fleuve. Un jour une dispute éclata entre deux pêcheurs sur la rive du fleuve. Pour mettre fin à cette querelle, Ahmed surgit des eaux et mit fin a la dispute. La population ne l'ayant jamais vu fut émerveillée par cette sortie soudaine et miraculeuse, autant que par la sagesse avec laquelle il calma les tensions. Pour ces raisons il fut nommé roi du Waalo. Quelques années après son installation au pouvoir, un complot fut organisé contre sa personne. Ayant appris cela, il quitta la région pour s'installer au Djolof. C'est à partir du Djolof qu'il fonda l'empire en réunissant les lamanes (propriétaires terriens).

## Prédécesseurs de Ndiadiane en Djolof
Avant Ndiadiane Ndiaye a fondé la dynastie Ndiaye paternelle du Djolof dans environ 1360, le Royaume du Djolof a été gouvernée par les Sérères, patrilignages de "Ngom" et "Diaw" (Diao, Da'o, Jaw, Dyao, etc.) un patronyme a également constaté parmi les Toucouleurs), et prit le titre de Sérères Lamane,, ainsi que le patrilignage Lébou "Mbengue".
On connaît peu la dynastie Ngom du Djolof, une des plus anciennes dynasties du royaume du Djolof et de ses contemporains probables de la dynastie Diouf paternelle et Wagadou dynastie maternelle du Baol (voir la famille Diouf). La famille Ngom a également fourni des rois dans le Baol autour de la période dynastique Diouf du Baol, qui est bien des siècles avant la succession Ndiadiane Ndiaye au trône du Djolof. Certains d'entre eux comprenaient: Mbissine Ndoumbe Ngom (la reine) et Massamba Fambi Ngom. Il est probable, c'est la famille Ngom du Baol qui a également succédé sur le trône du Djolof, mais à l'heure actuelle il n'ya pas de consensus parmi les chercheurs que peu de connaître la dynastie Ngom du Djolof,. L'un des derniers rois de la famille Diaw était Lamane Diaw  (ou Lamane Diao ou Laman Jaw), qui était sur le trône du Djolof autour 1287,. Certains ont avancé l'argument selon lequel, il était pendant le règne de Lamane Diaw que Mansa Sakoura (le Mansa du Mali) ont conquis les royaumes de Tekrour et Diarra (ou Diar) et a ensuite lancé au Sénégal intérieure et conquit le royaume du Djolof en 1285 réduisant ainsi Lamane Diaw à un chef simple provinciale. Mansa Sakoura n'a cependant pas été réussi à subjuguer les païens du sud (Sine et Saloum  - Saloum Haute dans l'actuel Sénégal et le Bas-Saloum dans l'actuelle Gambie). L'armée de Mansa Sakoura a dû rebrousser chemin.
L'un des derniers rois de la dynastie Mbengue était Lamane Lélé Fouli Fak Mbengue. Il ne doit pas être confondu avec Bourba Djolof Lélé Fouli Fak Ndiaye (un descendant de Ndiadiane Ndiaye) qui ont combattu et sont morts dans la bataille de Danki (en) en 1549 en essayant de défendre son empire contre Damel – Teigne Amary Ngoné Sobel et son cousin germain Manguinak Diouf  (à l'origine du Royaume du Sine et plus tard l'honneur avec le titre Ber Jak du Cayor - équivalent du Premier ministre),.

## La succession et le couronnement
La succession de Ndiadiane Ndiaye au trône du Djolof n'a pas suivi le schéma habituel de la succession. Bien qu'il fût auparavant le roi du Waalo en utilisant le titre Lamane, et sa préparation pour la royauté et le couronnement a suivi le modèle sérère, il y avait de légères différences dans la géographie et structure politique. Dans les pays sérère, un futur roi doit prendre le bain sacré avant son couronnement. Les dignitaires présents le service du couronnement comprennent: le Grand Diaraf, les autres membres du gouvernement, le Linguère, et les détenteurs de titres d'autres tels que la Farba Kaba (chef de l'armée), gardiens de la Religion sérère ces les Saltigués, et ainsi de suite. Dans le Waalo, les dignitaires présents sur le corronation du roi comprennent: l'Dyogomay (maître de l'eau), Diaodine (maître de la terre) Malo (trésorier), la famille du roi, etc. La baignade sacrée nécessaire pour un roi avant son corronation (appelé xulixuli) a été prise à Njaseew ou Ndjaseew (en Waalo). Cette commorates l'apparition mystérieuse de Ndiadiane partir du fleuve Sénégal, selon la légende. Selon certains, Ndiadiane Ndiaye est censé apparition mystérieuse à Njaasew a probablement été lui prendre le bain sacré qui tous les rois ont d'aller prendre.

## L'Empire du Djolof
L'Empire du Djolof était une union entre le volutary royaumes Wolof, Sérère et Toucouleur/Peul. Bien que Ndiadiane Ndiaye est crédité pour fonder cet empire, il était Maad a Sinig Maysa Wali Jaxateh Manneh (roi du Sine c 1350-1370) qui a joué un rôle majeur dans la fondation de cet empire. Ndiadiane Ndiaye a été nommé et élu roi par Maad a Sinig Maysa Wali. Le Maad a Sinig (roi du Sine) fut le premier roi à declear son allégeance à Ndiadiane et demandé à d'autres rois Sénégambiennes de le faire, ce qu'ils ont fait. Cette confédération volontaire, créé l'empire du Djolof avec Ndiadiane Ndiaye comme empereur et le centre administratif à Djolof. L'empire n'a pas été créé par la conquête militaire. Il s'agissait d'une union volontaire, peut-être pour repousser le plus grand pouvoir à l'époque (l'empire du Mali) qui était dans le bord de l'effondrement à cette époque, comme les anciens vassaux ont acquise leur indépendance. La tenue précédemment croire que, les Wolofs conquis les Sérères et les Peuls/Toucouleur royaumes a été contestée et réfutée. Les deux Sérères et Wolofs légende concernant Ndiadiane Ndiaye et la fondation de l'empire ne dit rien d'une conquête militaire, mais a clairement indiqué que Maad a Sinig Maysa Wali était la force motrice de la fondation de cet empire, avec les autres royaumes se joindre volontairement à la confédération. C'est pour cette raison savants croyaient l'empire a été fondé volontairement,,. Serer tradition orale dit, le Royaume du Sine n'a jamais payé tribut à Ndiadiane Ndiaye, ou l'un de ses descendants. Il affirme en outre que, l'empire du Djolof jamais soumis le Royaume du Sine. Il a poursuivi en disant: Ndiadiane Ndiaye a reçu son nom de la bouche de Maïssa Waly
. En 1549, après la bataille de Danki, l'empire s'est effondré. Les membres de la confédération jeter le joug du Djolof et ont retrouvé leur indépendance. Bourba Djolof Lélé Fouli Fak Ndiaye a été le dernier empereur de l'ancien Empire du Djolof. Il est mort à Danki.

## Généalogie
Une courte généalogie de la famille Ndiadiane Ndiaye,.
Famille de Ndiadiane Ndiaye
```
                                                Lamtoro Abraham Sall (
Fouta-Toro
)
                                          ?                 │
                                         (1)  = 
Linguère Fatoumata Sall
   =    
Mbarick Bo

                                          │                               │    (2)
                            ______________│                               │ 
                            │                                     
Brak
 
Barka Bo
    
                            │                                (
Barka Mbodj
, roi de 
Waalo
)
                            │                                             │____________________________________________
                    Ndiadiane Ndiaye             =   Linguère-Awo Maram Doye Gaye     = Linguère Mbat Mboye           │
              (
Bourba Djolof
)                    |   (1) (fille de Amar Gaye)         │   (*3)                        │
                      ___________________________│                                    │                               │
                      │                                                             Ware Ndiaye                       │
                      │                        _______________________________________________________________________│
                      │                        │
                      │      
Brak
 
Caaka Mbaar Mbodj
  =  
Linguère Ndoye Demba
 (
Royaume du Sine
)
                      │            (roi de 
Waalo
)         (princesse de Sine, reine de Waalo)
                      │                                                    (2)
          ┌───────────┴────────────────────────────────────────┐
          │               │                 │                  │
 
Sare Ndiaye
         Guet Ndiaye    Ndombuur Ndiaye    Maxime Ndiaye
(
Bourba Djolof
)
```